# Kana Uemura
Kana Uemura (植村 花菜?, Uemura Kana; Kawanishi, 4 gennaio 1983) è una cantautrice giapponese.
Dopo aver debuttato nel 2004, è diventata celebre grazie al brano musicale Toilet no Kamisama, una ballata acustica dedicata a sua nonna, che ha ottenuto un grande successo in patria nel 2010.

## Biografia
Uemura inizia ad interessarsi alla musica dopo aver visto la performance di Julie Andrews nel film del 1965 Tutti insieme appassionatamente. Nel 2002, ha iniziato a suonare la chitarra, oltre a scrivere canzoni ed esibirsi per le strade.

## Discografia

### Album studio
| Anno | Informazioni | Posizione in classifica | Vendite |
| ---- | --- | ----------------------- | ------- |
| 2006 | Itsumo Waratte Irareru Yō ni (いつも笑っていられるように? "So I Can Always Be Laughing") - Data di pubblicazione: J4 gennaio 2008 - Etichetta: King (KICS-1213) - Formati: CD, Download digitaled     | 77                      | 10,000  |
| 2007 | Shiawase no Hako o Hiraku Kagi (しあわせの箱を開くカギ? "The Key to Open the Box of Happiness") - Data di pubblicazione: 4 gennaio 2007 - Etichetta: King (KICS-1288) - Formati: CD, digital download | 120                     | 7,300   |
| 2007 | Ai to Taiyō (愛と太陽? "Love and the Sun") - Data di pubblicazione: 7 novembre 2007 - Etichetta: King (KIZC-15/6) - Formati: CD, digital download                                                     | 62                      | 3,300   |

### Album di cover
| Anno | Informazioni | Posizione in classificas | Vendite |
| ---- | --- | ------------------------ | ------- |
| 2010 | Kana: My Favorite Things (花菜 ～My Favorite Things～?) - Data di pubblicazione: September 15, 2010 - Etichetta: King (KICS-1213) - Formati: CD, digital download | 21                       | 22,000  |

### EP
| Anno | Informazioni | Posizione in classificas | Vendite |
| ---- | --- | ------------------------ | ------- |
| 2004 | Kana (花菜?) - Data di pubblicazione: 30 giugno 2004 - Etichetta: Bellwood (BZCM-1011) - Formati: CD, digital download                                          | —                        | —       |
| 2009 | Haru no Sora (春の空? "Spring Sky") - Data di pubblicazione: 25 marzo 2009 - Etichetta: King (KICS-1213) - Formati: CD, digital download                        | 80                       | 2,700   |
| 2010 | Watashi no Kakera-tachi (わたしのかけらたち? "My Pieces") - Data di pubblicazione: 10 marzo 2010 - Etichetta: King (KIZC-59/60) - Formati: CD, digital download | 10                       | 117,000 |

### Singoli
| Pubblicazione | Titolo | Note | Posizione in classifica | Posizione in classifica           | Posizione in classifica | Vendite Oricon | Album                          |
| Pubblicazione | Titolo | Note | Oricon singles charts   | Billboard Billboard Japan Hot 100 | RIAJ digital tracks     | Vendite Oricon | Album                          |
| ------------- | --- | --- | ----------------------- | --------------------------------- | ----------------------- | -------------- | ------------------------------ |
| 2005          | Taisetsu na Hito (大切な人? "Important One")                                                                    | | 73                      | —                                 | —                       | 3,000          | Itsumo Waratte Irareru Yō ni   |
| 2005          | Milk Tea (ミルクティー?, Miruku Tī)                                                                             | | 85                      | —                                 | —                       | 3,800          | Itsumo Waratte Irareru Yō ni   |
| 2005          | Kiseki/Koi no Mahō (キセキ/恋の魔法? "Miracle/The Magic of Love")                                               | | 75                      | —                                 | —                       | 2,300          | Itsumo Waratte Irareru Yō ni   |
| 2006          | Yasashisa ni Tsutsumareta Nara (やさしさに包まれたなら? "If You Wrap Yourself in Kindness")                     | Cover di Yumi Matsutoya                                                                                 | 49                      | —                                 | —                       | 5,600          | Shiawase no Hako o Hiraku Kagi |
| 2006          | Kami Hikōki (紙ヒコーキ? "Paper Plane")                                                                         | | 79                      | —                                 | —                       | 2,000          | Shiawase no Hako o Hiraku Kagi |
| 2006          | Hikari to Kage (光と影? "Light and Dark")                                                                       | | 90                      | —                                 | —                       | 6,200          | Shiawase no Hako o Hiraku Kagi |
| 2007          | Only You | Scritto da Sandi Thom                                                                                   | —                       | —                                 | —                       | —              | Ai to Taiyō                    |
| 2007          | Anata no Sono Egao wa Ii Hint ni Naru (あなたのその笑顔はいいヒントになる? "That Face of Yours Is a Good Hint") | | 85                      | —                                 | —                       | 1,200          | Ai to Taiyō                    |
| 2008          | Shalala (シャララ?)                                                                                             | | 60                      | 34                                | —                       | 1,500          | Haru no Sora                   |
| 2009          | Bless/Haru ni Shite Kimi o Omou (BLESS/春にして君を想う? "BLESS/I Think of You in Spring")                      | Sold only in the Kansai region for the promotion by Mainichi Broadcasting System, Inc. in February 2009 | 188                     | 26                                | —                       | 400            | Haru no Sora                   |
| 2010          | Toilet no Kamisama (トイレの神様? "Goddess in the Toilet")                                                      | | 1                       | 1                                 | 1                       | 137,000        | Watashi no Kakera-tachi        |
| 2011          | My Favorite Songs/Sekaiichi Gohan (My Favorite Songs/世界一ごはん? "My Favorite Songs/The World's Best Meal")   | | 41                      | ―                                 | —                       | 4,900          | TBA                            |
| 2012          | Message (メッセージ?, Messēji)                                                                                  | Theme song of the film "Magic Tree House"                                                               | 64                      | 3                                 | TBA                     | 1,500          | TBA                            |